# Calle de la Independencia (Segovia)
La calle de la Independencia es una vía pública de la ciudad española de Segovia.

## Descripción
La vía discurre desde la calle del Gobernador Fernández Jiménez hasta la plaza de Somorrostro, a la que llega a la vez que la calle de la Muerte y la Vida. Conocida en otros tiempos como «calle de la Marrana», recuerda con el título actual la resistencia española durante la guerra de la Independencia. Aparece descrita en Las calles de Segovia (1918) de Mariano Sáez y Romero con las siguientes palabras:

Independencia.—A esta calle se entra por la de la Asunción y se sale a la del Puente de la Muerte y la Vida. Se llamaba anteriormente calle de la Marrana, por existir en ella, como en otros puntos de la Ciudad, calles Real, Judería Vieja y Hospital, una de esas piedras empotradas en la pared, semejando, aunque toscamente, la parte posterior de este papudermo, y que querían recordar vestigios de la antigua civilización romana o de la prehistórica. En tiempos hubo también una calle llamada del Puerco, sin duda por la misma razón de haber en ella alguna marrana, jabalí o toro de piedra. Desapareció la marrana, se consideró el título de la calle algo impropio y chavacano, y se puso el que ahora lleva de Independencia, designación simbólica que rememora la lucha a principios del siglo pasado contra la invasión francesa, como ha de significar igualmente la santa idea de la independencia de la patria grande y de la patria chica, contra toda agresión e invasión de nuestro territorio libre y sagrado. En esta calle se ha cubierto últimamente el arroyo Clamores que por ella pasaba y cuyas aguas movían antes la maquinaria de una fábrica de papel de fumar y de otras clases, y ahora lo hacen de un taller de cerrajería. Por la calle pasan frecuentemente servicio de carruajes y lo más saliente de esta vía es una fuente que existe a su mitad en una pequeña plazoleta.
(Sáez y Romero, 1918, pp. 86-87)